# Otodistomum
Genre
Synonymes
- Aphanhystera Guiart, 1938[2]
- Josstaffordia Odhner, 1911[2]
- Xenodistomum Stafford, 1904[2]

Otodistomum est un genre de trématodes de la famille des Azygiidae.

## Liste d'espèces
Selon World Register of Marine Species (11 août 2019) :
- Otodistomum cestoides (Van Beneden, 1871) Odhner, 1911
- Otodistomum hydrolagi Schell, 1972
- Otodistomum plunketi Fyfe, 1953
- Otodistomum pristiophori (Johnston, 1902)
- Otodistomum veliporum (Creplin, 1837) Stafford, 1904 - protonyme

Selon le Joel Hallan's Biology Catalog de la Texas A&M University :
- Otodistomum cestoides (van Beneden, 1871)
- Otodistomum hydrolagi Schell, 1972
- Otodistomum monacensis (Guiart, 1938)
- Otodistomum plicatum Kay, 1947
- Otodistomum plunketi Fyfe, 1953
- Otodistomum pristiphori (Johnston, 1902)
- Otodistomum scymni (Risso, 1826)
- Otodistomum veliporum Dollfus, 1937

## Étymologie
Le genre Otodistomum doit son nom au géant Otos, fils de Poséidon et d'Iphimédie, et reprend le nom de l'ancien genre Distomum (synonyme de Eudistoma), et ce au fait qu'il s'agisse d'espèces de grandes tailles pour cette famille (certains vers atteignant 80 mm de long).

## Publication originale
- (en + de) Joseph Stafford, « Trematodes from Canadian Fishes », Zoologischer Anzeiger, Elsevier, vol. 27, nos 16-17,‎ 3 février 1904, p. 481-495 (ISSN 0044-5231 et 1873-2674, OCLC 300273791, lire en ligne).